# Lymantria superans
Lymantria superans este o specie de molii din genul Lymantria, familia Lymantriidae, descrisă de Walker 1855 Conform Catalogue of Life specia Lymantria superans nu are subspecii cunoscute.